# 髙橋快空
髙橋 快空（たかはし かいら、2008年2月19日 - ）は、日本の女性ファッションモデル、タレントである。
宮城県出身。エイジアプロモーション所属。

## 略歴
2020年に「ニコラモデルオーディション」でグランプリに選出され、2021年1月にニコラの専属モデルとなった。
2019年にもニコラモデルオーディションを受けるも落選。2度目の挑戦だった。
2024年5月6日に行われた「ニコラモデル卒業イベント」でニコラの専属モデルを卒業。
2024年10月20日、ミスセブンティーン2024に選出されて、seventeenの専属モデルとなった。

## 人物
- 特技:縄跳び（二重とび）、一輪車[4]
- 趣味:YouTubeを見ること、コスメのウィンドウショッピング[4]

## 出演

### テレビ
- 超無敵クラス（2022年1月25日 - 2025年3月30日、日本テレビ）

### ランウェイ
- Rakuten GirlsAward 2024 AUTUMN/WINTER（2024年10月19日、幕張メッセ）[3]

## 書籍

### 雑誌連載
- ニコラ（2021年1月 - 2024年5月、新潮社） - 専属モデル
- Seventeen（2024年10月 - 、集英社） - 専属モデル